# Itaja (Singida)
Itaja ist ein Verwaltungsbezirk (englisch Ward) des Distrikts Singida (DC) in der tansanischen Region Singida.

## Geografie
Itaja ist ein Bezirk im nördlichen Zentralteil von Tansania etwa 40 Kilometer östlich der Regionshauptstadt Singida. Bei der Volkszählung 2022 lebten 9267 Menschen in 1800 Haushalten auf einer Fläche von 91 Quadratkilometern.
Der Bezirk grenzt im Osten an die Region Manyara und sonst an sechs Bezirke des Distrikts Singida (DC):
| Merya     | Maghojoa Msange                             |         |
| Kinyagigi | Kompassrose, die auf Nachbargemeinden zeigt | Manyara |
| Mgori     | Ngimu                                       |         |

## Gliederung
Der Bezirk besteht aus drei Gemeinden (swahili Mtaa) mit 15 Orten (Kitongoji):
| Sagara - Sagara Madukani - Moramu - Sagara Kusini - Mijuhu - Gairu | Itaja - Itaja - Maswele - Gairu Itaja - Sagara Itaja - Maghonge - Mfuru | Kinyamwenda - Kinyamwenda A - Kinyamwenda B - Mwasimo - Mshikamano |

## Wirtschaft und Infrastruktur
- Forstwirtschaft: In den Jahren 2011 bis 2015 wurden jeweils 10.000 bis 17.000 Bäume gepflanzt.[8]
- Landwirtschaft: Der Nutztierbestand umfasst 4600 Rinder, 3300 Ziegen, 800 Schafe und 16.000 Hühner (Stand 2016).[8]
- Bildung: Die Itaja Secondary School ist eine staatliche weiterführende Schule für Tagesschüler bis zur 4. Stufe.[9]
- Gesundheit: In den drei Gemeinden Sagara, Itaja und Kinyamwenda gibt es je eine staatliche Apotheke.[10][11][12]
- Verkehr: Durch den Bezirk verläuft die asphaltierte Nationalstraße T14 von Singida nach Babati.[13]

## Sonstiges
Die Missionsstelle der Diözese Linz unterstützte 2021/2022 die Caritas Singida bei einem Hühner-Projekt, um die Einkommenssituation von Frauen in der Landwirtschaft zu verbessern.